# Thomas Walter (tonsättare)
Thomas Christian Walter, född 1749 i Köpenhamn, död 18 november 1788, var en dansk ämbetsman, teaterchef och tonsättare.
Walter var son till klädeshandlaren Thomas Saur och Edele Margrethe Walter. Han döptes den 12 februari 1749 i Köpenhamn. Han tog efternamnet efter sin morfar, etatsrådet Christian Walter i vars familj han också fick skolundervisning. Han kom att ägna sig åt ämbetsmannabanan men var även en entusiastisk amatörmusiker. 1768 fanns han med bland medlemmarna i det nyinrättade Nye musikalske Selskab och hans första komposition, en italiensk aria med orkester, är från 1772. 
Från högre ort blev han på grund av sitt fina sätt, sin vetenskapliga utbildning och sina musikaliska kunskaper favoriserad – möjligen också eftersom han var fästman och lärare till operasångaren Caroline Halle – och 1773 utnämnd till konstnärlig chef vid Det Kongelige Teater, med titeln Directeur de théâtre.
Samma höst debuterade han på teatern med sångspelet Silphen och i januari 1774 med Den prøvede Troskab, båda sångspel i två akter till texter av Charlotte Dorothea Biehl. Därigenom blev Walter den första danskfödda tonsättaren att skriva musik till en sångspelstext på danska. Båda styckena rönte dock måttlig framgång och då förhållandet mellan honom och hustrun hastigt svalnade sökte han sig bort från sin tjänst vid teatern. Han fick ett resestipendium och vistades utomlands i tre år. 
I Hamburg komponerade han musik till Giuseppe Sartis sångspel Soliman den anden (Suliman den andre), uppfört i Köpenhamn 1776. I Stockholm skrev han operabaletten Adonis, uppförd där i februari samma år och han invaldes också som utländsk ledamot nr. 2 av Kungliga Musikaliska Akademien. I Bologna komponerade han och översatte 1776 Charles Simon Favarts Arsene. Då denna vid premiären i Köpenhamn 1777 inte hade någon framgång lade han musiken på hyllan och blev guvernementssekreterare i den danska kolonin Tranquebar. År 1780 blev han kansliråd, 1782 justitieråd och var vid sin död 1788 finansråd och ledamot av regeringen. 
Inga av Walters verk finns utgivna, men partituren finns i Det Konglige Teaters arkiv.